# کشیشتف گلوبیش
کشیشتف ماریا گلوبیش (لهستانی: Krzysztof Maria Globisz؛  ‏ تلفظ نام‌کوچک لهستانی: [ˈkʂɨʂtɔf]؛ ‏ زادهٔ ۱۶ ژانویهٔ ۱۹۵۷) بازیگر و استاد هنرهای نمایشی اهل لهستان است.
از فیلم‌ها یا برنامه‌های تلویزیونی که وی در آن نقش داشته‌است می‌توان به حالا یا هرگز!، خبرچینان، مرد ایده‌آل برای دوست‌دخترم، آغاز بهار، منم، دزد، سرهنگ کفیاتکوفسکی، با گذشتِ روزها، از پسِ سال‌ها…، کلبه جنگلی، فیلمی کوتاه درباره کشتن، کاتین، ۸۰ میلیون، پان تادئوش، دانتون، قضاوت دربارهٔ فراچیشکا کووسا، رز کوچک، پورنوگرافی، جک استرانگ و ده فرمان ۵ اشاره کرد.